# Podhorni vrch
Podhorni vrch är ett berg i Tjeckien. Det ligger i den västra delen av landet, 120 km väster om huvudstaden Prag. Toppen på Podhorni vrch är 825 meter över havet.
Terrängen runt Podhorni vrch är platt åt nordost, men åt sydväst är den kuperad.Runt Podhorni vrch är det ganska glesbefolkat, med 26 invånare per kvadratkilometer. Närmaste större samhälle är Mariánské Lázně, 5,0 km väster om Podhorni vrch. Omgivningarna runt Podhorni vrch är en mosaik av jordbruksmark och naturlig växtlighet.